# Gannibal (serie televisiva)
Gannibal (ガンニバル?, Gannibaru) è una serie televisiva giapponese basata sull'omonimo manga di Masaaki Ninomiya. La serie ha debuttato internazionalmente il 28 dicembre 2022 su Disney+.

## Trama

### Prima stagione
Daigo Agawa è un agente di polizia trasferitosi nel remoto villaggio di Kuge, situato tra le montagne. Inizialmente, il luogo sembra pacifico, ma Agawa inizia presto a sospettare che gli abitanti nascondano un oscuro segreto.
Dopo la misteriosa scomparsa del suo predecessore, Agawa si ritrova suo malgrado coinvolto in una serie di eventi inquietanti. Gli abitanti del villaggio sembrano essere legati alla potente famiglia Goto, che esercita un'influenza notevole sulla comunità. Presto, Agawa scopre indizi che suggeriscono pratiche cannibalistiche all'interno della famiglia, il che lo porta a un confronto sempre più pericoloso con loro.
Mentre cerca la verità, Agawa deve affrontare i suoi demoni personali, tra cui il trauma del suo passato e il difficile rapporto con la sua famiglia. Proseguendo nella sua ricerca, Agawa comprende le reali intenzioni della famiglia Goto.

## Episodi
| Stagione         | Episodi | Pubblicazione Giappone | Pubblicazione Italia |
| ---------------- | ------- | ---------------------- | -------------------- |
| Prima stagione   | 7       | 2022                   | 2022                 |
| Seconda stagione | 5       | 2025                   | 2025                 |

## Personaggi e interpreti

### Personaggi principali
- Daigo Agawa, interpretato da Yūya Yagira.
È un'agente di polizia.
- Yuki Agawa, interpretata da Riho Yoshioka.
È la moglie di Daigo.
- Keisuke Goto, interpretato da Shō Kasamatsu.

## Distribuzione
Gannibal ha debuttato il 28 dicembre 2022 sulla piattaforma di video on demand Disney+, in tutti i paesi in cui il servizio è disponibile.